# Émile Pagart d'Hermansart
Émile Pagart d'Hermansart, né à Saint-Omer le 13 août 1839 et mort dans la même ville le 18 février 1912, est un fonctionnaire de l'administration de l'enregistrement jusqu'à sa démission en 1871 puis un historien de sa ville natale et un membre de la Société des antiquaires de la Morinie dont il a occupé différentes fonctions avant d'en devenir le président.

## Biographie
Émile Jules Gaspard Pagart d'Hermansart naît le 13 août 1839 à Saint-Omer du mariage de Gaspard Eugène Joseph, premier commis de la direction du timbrait des domaines au département de la Seine, et d’Émelie Gaddeblé de Lauretan.
Émile Pagart d'Hermansart appartient à une ancienne famille de Saint-Omer dont plusieurs ascendants sont représentants à l'échevinage et au bailliage. Son arrière-grand-père, François-Joseph Pagart d'Hermansart, est le dernier président de la sénéchaussée du Boulonnais, et son arrière-grand-père maternel, M. de Lauretan, le dernier mayeur de Saint-Omer.
Il a fait des études de droit jusqu'à la licence et est entré dans l'administration de l'Enregistrement comme son père. Il est entré comme surnuméraire, nommé receveur à Saint-Michel-de-Savoie, puis en 1863 à Auxerre comme rédacteur à la Direction. Il se marie en 1865 à Mademoiselle Caullet, de Saint-Omer, en 1865, et se fait nommer à Arras. où son père a été pourvu de la Direction des Domaines. En 1870 il est nommé sous-inspecteur de l'Enregistrement de Coutances. Il a démissionné de son poste après la guerre franco-allemande de 1870 pour s'installer définitivement à Saint-Omer.
À Saint-Omer, il souhaite faire œuvre d'historien de sa ville natale. Il se fait admettre comme membre de la Société des antiquaires de la Morinie le 4 avril 1874. Il entreprend une série de travaux sur les institutions de Saint-Omer en commençant par les Communautés d'arts et métiers qui est une histoire sommaire des institutions politiques de la cité, puis une Histoire du Bailliage de Saint-Omer complétant l'histoire de l'administration aux points de vue administratif, judiciaire et financier. Ces ouvrages reçoivent une mention honorable de l'Académie des inscriptions et belles-lettres aux concours des Antiquités de la France de 1882 et 1899. Plusieurs études sur les fonctions des officiers de ville sont publiées et sont récompensées par une mention au concours de 1903.
À la Société des antiquaires de la Morinie, il occupe les fonctions de secrétaire-archiviste de 1875-1890, de secrétaire général de 1890 à 1895, puis vice-président et président de 1908 à 1911.
Il meurt le 18 février 1912 à Saint-Omer,.

## Publications

### Mémoires de la Société des antiquaires de la Morinie
- « Les anciennes communautés d'arts et métiers à Saint-Omer », Mémoires de la Société des antiquaires de la Morinie, t. XVI (1876-1879),‎ 1879, p. I-V, 1-744 (lire en ligne)
  - Livre I : Origine et histoire sommaire des institutions municipales de Saint-Omer, p. 1-95
  - Livre II : Du commerce en général, p. 97-203
  - Livre III : Organisation des communautés d'arts et métiers, p. 205-282
  - Livre IV : Réglementation générale du travail. Suppression des communautés d'arts et métiers, p. 283-330
  - Livre V : Des communautés en particulier, p. 331
  - Appendice : Note sur quelques médailles  et plombs relatifs aux corporations d'arts et métiers de Saint-Omer par Louis Deschamps de Pas, p. 677-687
  - Table des matières, p. 689, Table des planches, p. 700, Table alphabétique et analytique des matières, p. 701-732, Table des dénominations de métiers cités dans l'ouvrage, p. 733-742, Errata, p. 743-744
- « Organisation des communautés d'arts et métiers », Mémoires de la Société des antiquaires de la Morinie, t. XVII (1881),‎ 1881, p. 32-34 (lire en ligne)
- « Convocation du Tiers-État de Saint-Omer aux États-Généraux de France ou des Pays-Bas en 1308, 1346, 1420, 1427, 1555 et 1789 », Mémoires de la Société des antiquaires de la Morinie, t. XVIII (1883),‎ 1883, p. 165-222 (lire en ligne)
- « L'Artois réservé, son Conseil, ses États, son Élection à Saint-Omer de 1640 à 1677 », Mémoires de la Société des antiquaires de la Morinie, t. XVIII (1882-1883),‎ 1883, p. 455-502 (lire en ligne)
- « La Ghisle ou la Coutume de Merville 1451 », Mémoires de la Société des antiquaires de la Morinie, t. XIX (1884-1885),‎ 1885, p. 61-144 (lire en ligne)
- « La Maison de Laurétan issue des Lorédan de Venise en Allemagne, dans les Pays-Bas et en Artois », Mémoires de la Société des antiquaires de la Morinie, t. XX (1886-1887),‎ 1887, p. 217-293 (lire en ligne)
- « Le siège de Saint-Omer en 1677. Réunion de l'Artois réservé à la France », Mémoires de la Société des antiquaires de la Morinie, t. XXI (1888-1889),‎ 1889, p. 2-96 (lire en ligne)
- « La vie et les travaux  de M. L. Deschamps de Pas », Mémoires de la Société des antiquaires de la Morinie, t. XXII (1890-1892),‎ 1892, p. 2-61 (lire en ligne)
- « Les conseillers pensionnaires de la ville de Saint-Omer avec la description  de leurs sceaux et armoiries 1317 à 1764 », Mémoires de la Société des antiquaires de la Morinie, t. XXII (1890-1892),‎ 1892, p. 87-142 (lire en ligne)
- « Les Grands Baillis d'Audruicq et du pays de Brédenarde sous la domination française, 1692-1790 », Mémoires de la Société des antiquaires de la Morinie, t. XXIII (1893-1896),‎ 1896, p. 127-160 (lire en ligne)
- « Les Procureurs de ville à Saint-Omer, 1302-1790 », Mémoires de la Société des antiquaires de la Morinie, t. XXIII (1893-1896),‎ 1896, p. 161-281 (lire en ligne)
- « Histoire du bailliage de Saint-Omer 1193 à 1790. Tome 1 », Mémoires de la Société des antiquaires de la Morinie, t. XXIV (1897-1898),‎ 1898, p. I-VII, 1-480 (lire en ligne)
  - Livre I :  Le Bailliage de Saint-Omer jusqu'à la fin du XVe siècle, p. 1-222
  - Livre II : Le bailliage de Saint-Omer depuis la fin du XVe siècle jusqu'en 1790, p. 223-355,
  - Livre III : Les officiers du bailliage. - La cour du bailliage et l'administration de la justice, p. 357-467,
  - Table des matières, p. 469-480
- « Histoire du bailliage de Saint-Omer 1193 à 1790. Tome 2 », Mémoires de la Société des antiquaires de la Morinie, t. XXV,‎ 1899, p. 1-249 (lire en ligne)
  - Livre IV : Juridiction ou ressort de la cour du bailliage de Saint-Omer, p. 1-154,
  - Livre V : Compétence de la Cour du Bailliage de Saint-Omer, p. 155-231,
  - Livre VI : Appel des jugements du Bailliage. Suppression de cette Cour en 1790, p. 233-249,
  - Listes des officiers du bailliage de Saint-Omer avec leurs sceaux et armoiries suivies de quelques-unes de leurs commission, p. 251-435
- « Les greffiers de l'échevinage de Saint-Omer 1311-1790. Le greffier civil ou principal. Le greffier criminel et de police », Mémoires de la Société des antiquaires de la Morinie, t. XXVII (1901-1902),‎ 1902, p. 125-196 (lire en ligne)

### Bulletin historique trimestriel de la Société des antiquaires de la Morinie
- « Seninghem. Foire établie en 1333. - Baudouin de Renty, seigneur de Seninghem », Bulletin historique trimestriel / Société des antiquaires de la Morinie, t. 5, no 93,‎ 1875, p. 349-353 (lire en ligne)
- « Seninghem. Lettres royales de confiscation du XVe siècle. Philippe de Croy, seigneur de Seninghem. Philippe de Crèvecœur, maréchal d'Esquerdes », Bulletin historique trimestriel / Société des antiquaires de la Morinie, t. 5, no 93,‎ 1875, p. 355-358 (lire en ligne)
- « Statistique de Saint-Omer en 1730 », Bulletin historique trimestriel / Société des antiquaires de la Morinie, t. 6, no 115,‎ 1880, p. 529-552 (lire en ligne)
- « Curieux procès du paratonnerre de Saint-Omer », Bulletin historique trimestriel / Société des antiquaires de la Morinie, t. 7, no 124,‎ 1882, p. 100-101 (lire en ligne)
- « Les montgolfières à Saint-Omer en 1784 », Bulletin historique trimestriel / Société des antiquaires de la Morinie, t. 7, no 124,‎ 1882, p. 130-132 (lire en ligne)
- « Note sur les anciennes archives des greffes criminel, de police et des vierschaires à Saint-Omer », Bulletin historique trimestriel / Société des antiquaires de la Morinie, t. 7, no 126,‎ 1883, p. 192-194 (lire en ligne)
- « L'ancienne chapelle de Saint-Omer dans l'église de N.-D. de Saint-Omer et le chanoine Guilluy », Bulletin historique trimestriel / Société des antiquaires de la Morinie, t. 7, no 126,‎ 1883, p. 205-216 (lire en ligne)
- « Les lieutenants généraux du bailliage d'Ardres 1568-1790 », Bulletin historique trimestriel / Société des antiquaires de la Morinie, t. 7, no 134,‎ 1885, p. 481-496 (lire en ligne)
- « Le sol de Thérouanne de 1553 à 1776 », Bulletin historique trimestriel / Société des antiquaires de la Morinie, t. 7, no 135,‎ 1882, p. 525-528 (lire en ligne)
- « Hospices de Blessy et de Liettres dans l'ancien Bailliage d'Aire-sur-la-Lys », Bulletin historique trimestriel / Société des antiquaires de la Morinie, t. 7, no 139,‎ 1886, p. 676-681 (lire en ligne)
- « Les cygnes de Saint-Omer. Fiefs & hommages. La Garenne du roi », Bulletin historique trimestriel / Société des antiquaires de la Morinie, t. 8, no 141,‎ 1887, p. 16-34 (lire en ligne)
- « Documents inédits sur l'Artois réservé. bailliages d'Aire et de Saint-Omer », Bulletin historique trimestriel / Société des antiquaires de la Morinie, t. 8, no 143,‎ 1887, p. 91-105 (lire en ligne)
- « L'Amanie de Saint-Bertin à Saint-Omer en 1753 », Bulletin historique trimestriel / Société des antiquaires de la Morinie, t. 8, no 147,‎ 1888, p. 236-242 (lire en ligne)
- « L'original de la capitulation de Saint-Omer en 1677 et les archives municipales », Bulletin historique trimestriel / Société des antiquaires de la Morinie, t. 8, no 153,‎ 1890, p. 236-242 (lire en ligne)
- « Le biguet d'Houdain, mesure de capacité en usage dans quelques localités du bailliage de Saint-Omer », Bulletin historique trimestriel / Société des antiquaires de la Morinie, t. 8, no 154,‎ 1890, p. 529-531 (lire en ligne)
- « Saint-Antoine ermite, patron des corroyeurs, honoré dans l'église Saint-Sépulcre à Saint-Omer », Bulletin historique trimestriel / Société des antiquaires de la Morinie, t. 8, no 156,‎ 1890, p. 606-607 (lire en ligne)
- « Le paratonnerre de Saint-Omer en 1780. Le testament de M. de Vissery. La revanche des échevins », Bulletin historique trimestriel / Société des antiquaires de la Morinie, t. 8, no 158,‎ 1891, p. 657-668 (lire en ligne)
- « Le maitre des Hautes Œuvres ou Bourreau à Saint-Omer », Bulletin historique trimestriel / Société des antiquaires de la Morinie, t. 8, no 160,‎ 1891, p. 727-751 (lire en ligne)
- « Mesurage des terrains occupés par les églises et couvents de la ville de Saint-Omer et de ses faubourgs. 21 mars 1569 », Bulletin historique trimestriel / Société des antiquaires de la Morinie, t. 9, no 161,‎ 1892, p. 27-34 (lire en ligne)
- « Les frais du Pas d'Armes de la Croix pèlerine en 1449 », Bulletin historique trimestriel / Société des antiquaires de la Morinie, t. 9, no 163,‎ 1892, p. 126-134 (lire en ligne)
- « Organisation du service des Pestiférés à Saint-Omer en 1625 », Bulletin historique trimestriel / Société des antiquaires de la Morinie, t. 9, no 166,‎ 1893, p. 218-237 (lire en ligne)
- « Un plan des fortifications de Saint-Omer en 1677 », Bulletin historique trimestriel / Société des antiquaires de la Morinie, t. 9, no 173,‎ 1895, p. 464-467 (lire en ligne)
- « Le registre aux fiefs du bailliage de Saint-Omer (1622-1631) », Bulletin historique trimestriel / Société des antiquaires de la Morinie, t. 10, no 186,‎ 1898, p. 207-213 (lire en ligne)
- « Différend entre l'échevinage de Saint-Omer et Mme de Bèvres. Episode de la défense de la liberté individuelle au XVe siècle », Bulletin historique trimestriel / Société des antiquaires de la Morinie, t. 10, no 190,‎ 1899, p. 365-378 (lire en ligne)
- « Adam de Milly, bailli de Saint-Omer en 1216. Ses armoiries », Bulletin historique trimestriel / Société des antiquaires de la Morinie, t. 10, no 191,‎ 1899, p. 405-406 (lire en ligne)
- « Une ordonnance médicale contre la peste vers 1400 », Bulletin historique trimestriel / Société des antiquaires de la Morinie, t. 10, no 196,‎ 1900, p. 617-622 (lire en ligne)
- « Les feux de joie à Saint-Omer et dans le Nord de la France sous l'ancienne monarchie », Bulletin historique trimestriel / Société des antiquaires de la Morinie, t. 11, no 204,‎ 1902, p. 147-152 (lire en ligne)
- « Inventaire sommaire des Archives du Bailliage de Saint-Omer transportées en 1889 aux Archives départementales du Pas-de-Calais », Bulletin historique trimestriel / Société des antiquaires de la Morinie, t. 11, no 204,‎ 1902, p. 525-526 (lire en ligne)

### Bulletin historique et philologique du Comité des travaux historiques et scientifiques
- « Certificat d'accomplissement de pèlerinage pour homicide en 1333 », Bulletin historique et philologique du Comité des travaux historiques et scientifiques,‎ 1892, p. 372-373 (lire en ligne)
- « Deux lettres de princes français aux échevins de Saint-Omer après la mort de Louis X le Hutin, pendant la vacance du trône (1316), », Bulletin historique et philologique du Comité des travaux historiques et scientifiques,‎ 1894, p. 22-24 (lire en ligne)
- « Lettre de Philippe le Hardi sur les Lombards établis à Saint-Omer (1277) », Bulletin historique et philologique du Comité des travaux historiques et scientifiques,‎ 1896, p. 25-27 (lire en ligne)
- « Ambassade de Raoul de Brienne, comte d'Eu et de Guînes, connétable de France, en Angleterre (1330) », Bulletin historique et philologique du Comité des travaux historiques et scientifiques,‎ 1896, p. 165-168 (lire en ligne)
- « Documents inédits contenus dans les archives de Saint-Omer. Bans rendus en 1389 », Bulletin historique et philologique du Comité des travaux historiques et scientifiques,‎ 1900, p. 71-78 (lire en ligne)
- « Le bannissement à Saint-Omer d'après des documents inédits conservés dans les archives de Saint-Omer », Bulletin historique et philologique du Comité des travaux historiques et scientifiques,‎ 1901, p. 451-465 (lire en ligne)